# Matwiej Amagajew
Matwiej Innokientjewicz Amagajew (ros. Матве́й Инноке́нтьевич Амага́ев, ur. 30 czerwca 1897 w ułusie Doodo-Najmagut w guberni irkuckiej, zm. 18 sierpnia 1944 w Komijskiej ASRR) – buriacki polityk komunistyczny, nauczyciel, orientalista i dziennikarz, działacz państwowy ZSRR i Mongolii.

## Życiorys
W latach 1916–1917 studiował w seminarium nauczycielskim w Irkucku, w maju 1917 wstąpił do SDPRR(b), od września 1917 do lutego 1918 pracował jako nauczyciel w guberni irkuckiej, a od lutego do maja 1918 był przewodniczącym sądu ajmaku w guberni irkuckiej. W maju 1918 został instruktorem-propagandzistą Centralnego Komitetu Wykonawczego (CIK) Rady Syberii (Centrosibiru), 1918-1920 prowadził działalność podziemną w Mandżurii, od stycznia do sierpnia 1920 był członkiem komitetu wykonawczego proletariackiej organizacji kulturalno-oświatowej we Władywostoku, a od sierpnia 1920 przewodniczącym angarskiego ajmakowego komitetu rewolucyjnego i przewodniczącym komitetu wykonawczego aginskiej rady ajmakowej. Od 22 kwietnia 1921 był zastępcą przewodniczącego Centralnego Komitetu Buriat-Mongołów Wschodniej Syberii, od 12 października 1921 do 14 listopada 1922 przewodniczącym Obwodowego Zarządu Buriacko-Mongolskiego Obwodu Autonomicznego Republiki Dalekowschodniej, od stycznia do grudnia 1922 ministrem ds. narodowości Republiki Dalekowschodniej i redaktorem gazety "Szine bajdał" w Czycie, a od 1 listopada 1922 członkiem Buriacko-Mongolskiego Komitetu Rewolucyjnego. Od 14 listopada 1922 do 1 sierpnia 1923 był przewodniczącym Buriacko-Mongolskiego Komitetu Rewolucyjnego, od 30 maja do 4 grudnia 1923 zastępcą przewodniczącego Buriacko-Mongolskiego Komitetu Rewolucyjnego, a od 10 grudnia 1923 do grudnia 1924 przewodniczącym CIK Buriacko-Mongolskiej ASRR, ludowym komisarzem finansów Buriacko-Mongolskiej ASRR, przewodniczącym Państwowej Komisji Planowej przy Radzie Komisarzy Ludowych Buriacko-Mongolskiej ASRR i redaktorem pisma "Żyzń Buriatii". W 1924 został członkiem Małego Churału Buriacji, 1925-1927 był pełnomocnikiem Komitetu Wykonawczego Kominternu w Mongolii, doradcą Ministerstwa Finansów Mongolii, przewodniczącym Rady Ekonomicznej Mongolii i Tuwy i współredaktorem pisma "Chozjajstwo Mongolii". Od 1928 pracował w Ludowym Komisariacie Handlu Zagranicznego i Wewnętrznego ZSRR, do 1930 był prezesem spółki akcyjnej "Wostokkino", od 1930 do listopada 1932 studiował na Wydziale Historii Instytutu Czerwonej Profesury (nie ukończył), od grudnia 1932 do października 1937 był rektorem Leningradzkiego Instytutu Żywych Języków Wschodnich, 9 grudnia 1935 otrzymał tytuł profesora, w kwietniu 1936 został p.o. dyrektora kursów mniejszości narodowych Radzieckiego Wschodu przy WCIK.
30 września 1937 został aresztowany, 19 lutego 1940 skazany na 8 lat pozbawienia wolności, zmarł w łagrze w Republice Komi.